# Сузір'я Пса
«Сузі́р'я Пса» — оповідання Артура Кларка, написане 1962 року, присвячене історії астронавта і його собаки на ім'я Лайка.

## Сюжет
Оповідання «Сузір'я Пса» починається з того, що головний герой — астронавт, який працює на спеціальній обсерваторії, розташованій на темному боці Місяця, прокидається від гучного гавкоту собаки. Відійшовши від сну, він розуміє, що тут, на Місяці, його собака, яка загинула кілька років тому, ніяк не могла опинитися і що це був лиш сон. Головний герой знайшов цю собаку ще на Землі. Він підібрав її на узбіччі дороги, викинуту колишніми господарями. Не бувши любителем собак, спершу він не хотів залишати її в себе, але беззахисна істота пробудила певні почуття в його серці, і він залишив її. Згодом собака, що отримала кличку Лайка, прив'язалася до господаря. Ключовим моментом є поїздка головного героя на конференцію до Сан-Франциско, коли посеред ночі він прокинувся від дикого гавкоту Лайки. Незадоволений він спустився до неї, відкрив двері — собака як божевільна вискочила в двір, господар за нею. У цей момент почався сильний землетрус, який зруйнував будинок. Таким чином, Лайка врятувала герою життя. Згодом він отримав пропозицію про роботу в обсерваторії на Місяці, однак, для цього йому необхідно кинути Лайку. Врешті-решт він вирішив зробити це. Вирушивши на Місяць, незабаром він дізнався, що його собака загинула: в неї просто зникло бажання жити. Одночасно з цим подібне відбувається і з самим астронавтом. У той момент, коли головний герой прокинувся після сну, в якому гавкала Лайка, починається землетрус на Місяці. Йому вдається врятувати свою команду тільки завдяки пробудженню, спричиненому гавкотом. Міркуючи про це, головний герой приходить до висновку, що він так і не зміг — а можливо, більше ніколи і не зможе — знайти того, хто буде любити його так само, як і Лайка, і хто буде настільки ж йому відданим, внаслідок чого його охоплює смуток і усвідомлення власної самотності далеко від Землі.